# Активный (Самарская область)
Акти́вный — посёлок в Похвистневском районе Самарской области, входит в состав сельского поселения Красные Ключи.

## География
Посёлок находится на левом берегу реки Большой Кинель, на расстоянии примерно 15 км (по прямой) к западу от города Похвистнево, административного центра района.

## Население
| 2010 |
| ---- |
| 20   |

### Национальный состав
Согласно результатам переписи 2002 года, в национальной структуре населения мордва-эрзя составляла 66 % из 35 чел.